# 威克斯訴合眾國案
威克斯訴合眾國案（Weeks v. United States，《232 U.S. 383 (1914)》）是宗美國最高法院判例，法庭中大法官們一致認為，無令狀從私人住宅中扣押物品違反美國憲法第四修正案。本判例亦防止地方官員使用聯邦證據排除法則中的方式（本應於地方政府中禁止），來獲取相關證據並將證據提供給其聯邦同僚。州政府直到1961年的馬普訴俄亥俄州案（《367 U.S. 643 (1961)》）後，才被允許使用證據排除法則。

## 背景
1911年12月21日，費利蒙·威克斯（Fremont Weeks，原案件中的被告及上訴案的原告）於密蘇里州堪薩斯城遭警方逮捕，當時他受雇於當地的快遞公司。威克斯因使用郵件傳遞彩票而被定罪，該行為違反了刑法規定。威克斯被捕期間，警方透過詢問他的鄰居得知住所鑰匙所在，並進入房內進行搜查。然而警官們進入被告家中時並沒有搜查令，而且拿走了文件與私人物品，將其交與美國法警。同日晚些時分，警官們在仍未有搜查令的情況下，與法警再度返回威克斯家中，並沒收了他們在小衣櫥抽屜裡發現的信件和信封。
這些文件被用來確認威克斯曾透過郵件運送彩票，並予以定罪。威克斯向警方請願，要求歸還他的私人財產。

## 判決
最高法院諸大法官一致同意在沒有搜查令的情形下，其搜查行為是違反憲法的。因此警官們發現的這些文件，應依據憲法第四修正案予以排除在證據之外。

## 外部連結
- 维基文库中的相關文獻：Weeks v. United States
- Weeks v. United States, 232 U.S. 383 (1914)的文本可参见：Justia · Findlaw